# Avenida del Ferrocarril
La Avenida del Ferrocarril, también llamada Avenida Ferrocarril, es una arteria vial que recorre la ciudad de Medellín en su zona central con direcciones norte y sur. Comunica las comunas de Aranjuez y La Candelaria.

## Trazado
En el norte, nace a la altura de la Calle 77 dirigiéndose hacia el sur atravesando una valiosa área científica, educativa y cultural dado que se encuentran ubicados a sus costados el Parque Norte, Parque Explora, el Planetario de Medellín, el Parque de los Deseos y la Ciudad Universitaria sede principal de la Universidad de Antioquia. 
Sigue su recorrido intersecando con la Calle 67 o Barranquilla punto en donde comienzan a discurrir los carriles exclusivos de la línea 1 del Metroplús, encontrándose varias estaciones a lo largo de su trazado.
Tras servir como el borde este del barrio Chagualo se cruza con la Avenida Oriental medainte una glorieta y luego, localizándose en el costado occidental, se encuentra la Plaza Minorista. Después de una pequeña curva pasa por debajo de la Avenida Colombia y unos metros más al sur llega a la glorieta de Alpujarra, en donde se cruza con la Avenida San Juan mediante diferentes niveles.
Poco después llega a otra glorieta, la de Exposiciones, en donde pasa por encima de la Avenida 33 a través de un puente para finalmente terminar a la altura del río Medellín en donde por medio de otro puente cruza al otro lado y se convierte en la Avenida Guayabal.

## Numenclatura
La vía tiene asignados varias numeraciones por su irregularidad y porque genera una curva en el centro de su recorrido.
- Carrera 53 desde la Calle 77 hasta la Calle Barranquilla.
- Carrera 55 desde la Calle Barranquilla hasta el cruce con la Avenida Oriental.
- Carrera 57 desde la Avenida Oriental hasta la Avenida 33.
- Carrera 54 desde la Avenida 33 hasta la Avenida Regional.

## Transporte público
Desde la Calle Barranquilla hasta su extremo sur es atravesada por la línea 1 del Metroplús, encontrándose algunas de sus estaciones en medio de la vía.

## Sitios cercanos a la vía
Lugares relevantes colindantes o próximos a la avenida son, de norte a sur:
- Parque Norte
- Parque Explora
- Jardín botánico de Medellín
- Estación Universidad del metro
- Planetario de Medellín
- Parque de los Deseos
- Centro Comercial Bosque Plaza
- Casa de Justicia El Bosque
- Ciudad Universitaria de Medellín
- Ruta N
- Centro Comercial Aventura
- Área de la Salud UdeA
- Plaza Minorista José María Villa
- SENA sede Ferrocarril
- Estación Cisneros del metro
- Centro Administrativo La Alpujarra
- Parque de los Pies Descalzos
- Plaza Mayor
- Parque del Arriero